# جوزيف رومان لورينز
جوزيف رومان لورينز (بالألمانية: Joseph Roman Lorenz)‏ (و. 1825 – 1911 م) هو عالم نبات، وعالم أرصاد من النمسا . ولد في لينتز.
توفي في فيينا ، عن عمر يناهز 86 عاماً.

## التعليم
تعلم في جامعة فيينا، وجامعة غراتس